# Benjamin Kigen
Benjamin Kigen (né le 5 juillet 1993) est un athlète kényan, spécialiste du 3 000 m steeple.

## Biographie
Il se classe sixième du 3 000 m steeple lors du Mémorial Van Damme, finale de la Ligue de diamant 2017.
En mai 2018, il remporte la Prefontaine Classic, à Eugene et porte son record personnel à 8 min 9 s 07.
Il est médaillé d'or du 3 000 m steeple aux Jeux africains de 2019 et aux Jeux mondiaux militaires de 2019.